# 1222 Tina
1222 Tina är en asteroid i huvudbältet som upptäcktes den 11 juni 1932 av den belgiske astronomen Eugène Joseph Delporte. Asteroidens preliminära beteckning var 1932 LA. Asteroiden fick senare egennamn efter en amatörastronom och vän till upptäckaren.
Den tillhör och har givit namn åt asteroidgruppen Tina.
Tina senaste periheliepassage skedde den 24 maj 2021. Asteroidens rotationstid har beräknats till 13,40 timmar